# Aurora Nilsson
Aurora Nilsson, también conocida como Rora Asim Khan (Västerhaninge, 1 de enero de 1894 - Södertälje, en 1972), fue una escritora sueca conocida por su novela autobiográfica, Escapada del harén, sobre sus experiencias en Afganistán durante su matrimonio con un diplomático afgano, Asim Khan, en los años 1920. La novela se basa en sus vivencias, por lo que su trabajo da una idea valiosa de la vida de harén en el Afganistán de los años 1920. Su divorcio (en 1927) fue en ese momento único en Afganistán.

## Matrimonio
En 1925, Aurora Nilsson estudiaba arte en Berlín; los "Felices Años 20" fueron un periodo vibrante en la historia de la ciudad. Allí conoció y se casó con Asim Khan, hijo de un exministro afgano, que estudiaba Técnica a expensas del gobierno afgano. La embajada afgana reconoció el matrimonio después de que Nilsson firmara una declaración de que aceptaría las costumbres afganas y, en algún momento en el futuro, se convertiría al islam. Nunca se convirtió, sin embargo.
Los recién casados viajaron a Afganistán en 1926. Durante el viaje, Khan cambió, según Nilsson, de una persona moderna a un hombre más y más apegado a las costumbres afganas a medida que se iban acercando a su tierra. En el camino, la maltrató dos veces. En Kabul, Nilsson quedó muy impresionada con sus nuevas condiciones de vida y no fue capaz de adaptarse a ellas: fue forzada a llevar velo integral (hiyab) y no podía dejar la casa excepto con permiso de su marido, ni mirar por las ventanas, o hablar estando en una tienda (debido al purdah). También descubrió que su marido tenía una sirvienta que resultó ser su otra esposa (véase, Matrimonio en el islam). Ella despertaba mucha atención por su exotismo.
A su marido no le fue concedido ningún puesto, porque ella no se había convertido. Por tanto le dio su permiso para visitar el gobierno, la corte real, y las mujeres de distintas posiciones para que tratara de conseguirle un puesto. En su libro, describe las personas, costumbres y acontecimientos del Afganistán contemporáneo. Con la ayuda de una tía del Khan, que era dama de compañía de la reina, visitó la corte real en Paghman y Darullaman, e incluye descripciones en su libro de la reina consorte Soraya Tarzi, una modernizadora nacida en Siria, y la madre del rey, cuyo nombre deletrea como Ollja Hassrat. Sin perder el ánimo, habló mucho sobre las costumbres europeas. Se hizo amiga de la madre del rey, que describe como influyente y dominante, y le enseñó baile y gimnasia y actuó como su fotógrafa. Pero no consiguió un puesto para Khan, que amenazó con matarla o venderla. Según Nilsson, una mujer alemana, viuda de un afridi, Abdullah Khan, había huido de la ciudad con sus hijos del sucesor de su difunto marido, y había sido vendida en subasta pública y comprada por la embajada alemana por 7.000 marcos.
En 1927, Nilsson logró el divorcio con ayuda de la embajada alemana. El divorcio era único en el país, porque no era costumbre que una mujer se divorciara de un hombre. La embajada alemana la ayudó a conseguir una habitación en un hotel mientras esperaba dinero de Suecia para dejar el país. Su divorcio creó un escándalo en Kabul, y fue acosada, incluso por los funcionarios a los que visitó en busca de ayuda. Los funcionarios negaron su divorcio alegando que era musulmana, reclamaron que necesitaba un pasaporte afgano para dejar el país, y le ofrecieron dinero para que regresara con su marido. Cuando llegó a la frontera, fue otra vez detenida con una oferta de dinero si regresaba al matrimonio. Ella se negó con las palabras: "¡No, no necesito ningún dinero! ¡No necesito nada de Afganistán! ¡Sólo mi libertad!".

## Consecuencias
Después de su divorcio, Aurora Nilsson regresó a Suecia, donde publicó un libro sobre sus experiencias (1928). En 1930, Nilsson se casó con el jugador de hockey sobre hielo Carl Abrahamsson.
El divorcio hizo que su exmarido "perdiera la cara" en la sociedad afgana, y le impidió obtener ningún puesto político. Asesinó a tres funcionarios en la embajada británica y en 1933 fue ejecutado. Había actuado motivado por el deseo de crear un conflicto entre el rey probritánico Mohamed Nadir Shah, y Gran Bretaña y provocar la caída de Nadir y la restauración del rey depuesto Amanulá Khan. Se considera que su acto contribuyó a la deposición del rey Nadir más tarde el mismo año.

## Trabajo
- Flykten från Harén (en español, Escapada del harén) (1928)

## En la ficción
Aurora Nilsson fue el modelo para el personaje en la novela sueca Gryningsflickan (La chica del alba) del escritor sueco Tomas Löfström (1986), premiada como "Novela del Año" por Bra Böcker en 1986.